# امیلیانو آگروو
امیلیانو آگروو (انگلیسی: Emiliano Agüero؛ زادهٔ ۲۱ ژانویهٔ ۱۹۹۵) بازیکن فوتبال اهل آرژانتین است. 
از باشگاه‌هایی که در آن بازی کرده‌است می‌توان به باشگاه فوتبال ریور پلاته و باشگاه فوتبال آرژانتینوس جونیورز اشاره کرد.